# هندسه کروی

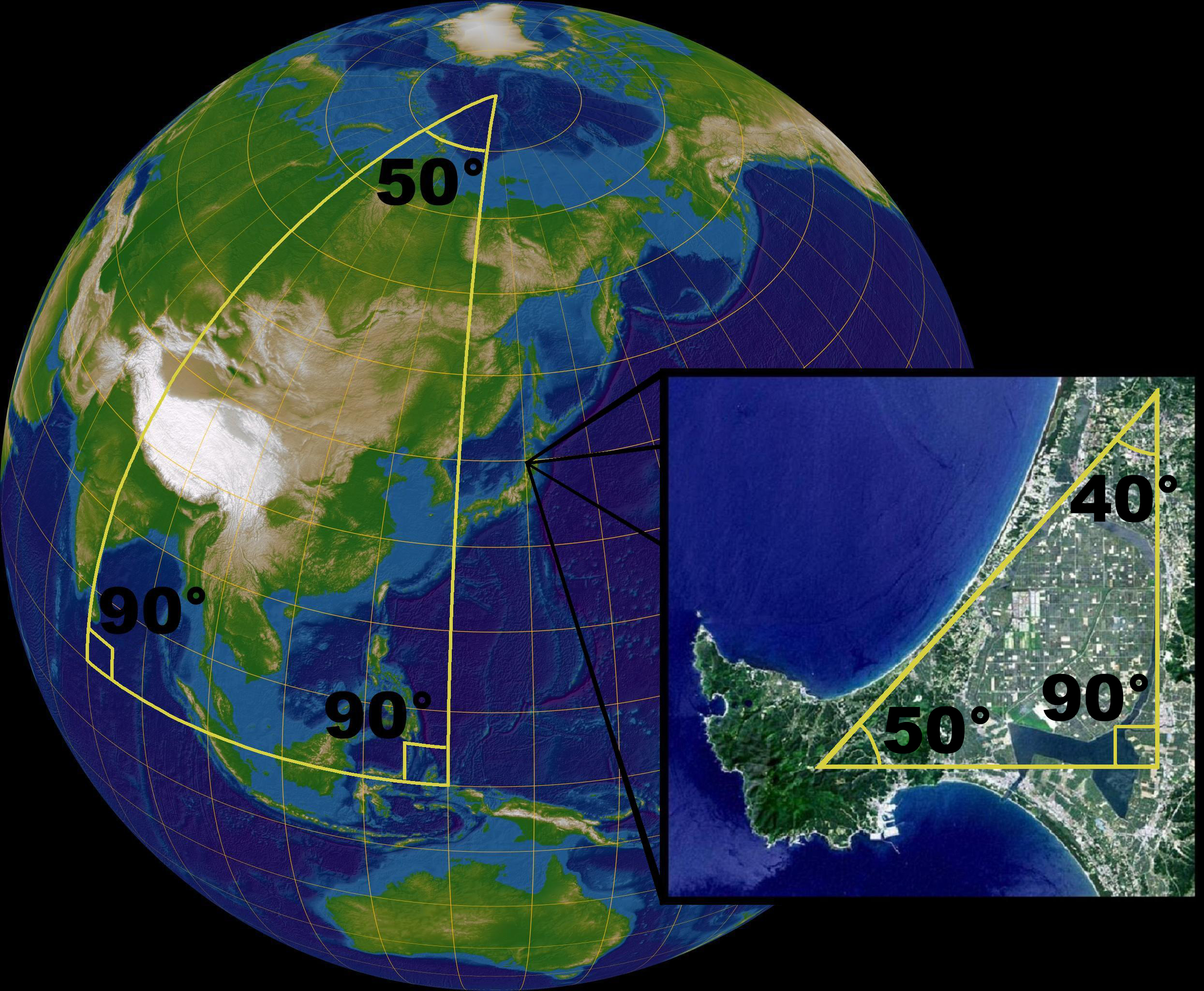
در یک کره، مجموع زاویه‌های مثلث برابر ۱۸۰ درجه نیست. کره یک فضای اقلیدسی نیست اما با قوانین هندسهٔ اقلیدسی تشابه زیادی دارد. در یک مثلث کوچک بر روی سطح کرهٔ زمین، مجموع زاویه‌ها تنها کمی بیشتر از ۱۸۰ درجه می‌باشد. سطح یک کره می‌تواند با مجموعه‌ای از نقشه‌های دوبعدی نشان داده شود؛ بنابراین آن یک خمینه (منیفولد) دوبعدی است.

هندسهٔ کروی (به انگلیسی: Spherical geometry) شاخه‌ای از هندسه است که در مورد سطح دوبعدی از یک کره بحث می‌کند. این نمونه‌ای از هندسه است که وابسته به هندسه اقلیدسی نمی‌باشد. کاربرد عملی هندسهٔ کروی در زمینهٔ هوانوردی و علم نجوم است.
در هندسه اقلیدسی خطوط صاف و نقطه‌ها از مفاهیم اصلی هستند. بر روی کره، نقاط در مفهوم معمول خود تعریف می‌شوند. در هندسه اقلیدسی خطوط به معنای خط راست نیستند ولی در مفهوم کوتاه‌ترین فاصلهٔ بین دو نقطه، خط راست مطرح می‌شود که به آن ژئودزیک گفته می‌شود. در یک کره، ژئودزیکها دایره‌های بزرگ (عظیمه) هستند؛ دیگر مفاهیم هندسی در صفحه تعریف می‌شوند با این تفاوت که به جای دایره بزرگ از خط صاف استفاده می‌شود.
بنابراین در هندسهٔ کروی، زاویه‌ها بین دایره‌های بزرگ تعریف می‌شوند و در نتیجه مثلثات کروی با مثلثات عادی در بسیاری از جهات تفاوت دارد. به عنوان مثال: مجموع زاویه‌های داخلی یک مثلث بیش از ۱۸۰ درجه است.
هندسهٔ کروی، هندسهٔ بیضوی (ریمانی) نیست ولی این خاصیت که یک خط از روی یک نقطه نمی‌تواند خطی موازی با خود داشته باشد، در هر دو مشترک است. در هم‌سنجی هندسهٔ کروی با هندسهٔ اقلیدسی، خط از روی یک نقطه خطی موازی با خود دارد و در هم‌سنجی با هندسهٔ هذلولی، خط از روی یک نقطه دو خط موازی با خود و بی‌نهایت خط موازی ماورایی دارد.
مفاهیم هندسهٔ کروی ممکن است در کرهٔ دوکی شکل به‌کار برده شوند، اگرچه باید در فرمول‌های خاص تغییراتی جزئی انجام شود.
برای مشاهده هندسهٔ کروی در ابعاد بیشتر، هندسهٔ بیضوی را ببینید.

## تاریخچه

### دوران یونان باستان
اولین بار در ریاضیات از دوران باستان تا کنون، اوتولوکوس پیتانی که در اواخر قرن چهارم پیش از میلاد می‌زیست بر روی دایرهٔ دورانی کارهایی انجام داده است.
مثلثات کروی توسط اولین ریاضی‌دانان مانند تئودوسیوس بیسینی یونانی، ستاره‌شناس و ریاضی‌دانی که کتاب کرویات (کتابی در مورد هندسهٔ کروی) را نوشت و منلائوس که کتابی در مورد مثلثات کروی را نوشته است و قضیهٔ منلائوس را به وجود آورده، مورد مطالعه قرار گرفته است.

### جهان اسلام
کتاب کمان‌های ناشناختهٔ کره (unknown arcs of a sphere) توسط الجیانی ریاضی‌دان مسلمان نوشته شده است که به عنوان اولین دانش‌نویسهٔ مثلثات کروی شناخته می‌شود. این کتاب شامل فرمول‌هایی برای مثلث‌های قائم‌الزاویه، قانون کلی سینوس و راه‌حل مثلث کروی با استفاده از مثلث قطبی می‌باشد.
در مورد مثلث‌ها (On Triangles) کتابی نوشته شده در حدود سال ۱۴۶۳ توسط رگیومنتانوس، اولین کتاب ناب مثلثاتی در اروپا است. اگرچه جرلامو کاردانو یک قرن بعد اشاره کرده است که قسمت زیادی از اصول اولیه مطالعات و تحقیقات او بر روی مثلثات کروی برگرفته از تلاش‌هایی بوده است که محقق اندلسی، ابو محمد جابر بن افلح اشبیلی در قرن دوازدهم انجام داده است.

## خواص
با فرض نقاط روی کره به عنوان نقاط و دایره‌های بزرگ کره به عنوان خط، هندسهٔ کروی دارای خواص زیر است:
- هر دو خط دو نقطهٔ مخالف را قطع می‌کند که به آن نقاط مخالف می‌گویند.
- هر دو نقطه که نقاط مخالف نیستند، یک خط منحصر به فرد را تعیین می‌کنند.
- در هندسهٔ کروی یک واحد طبیعی اندازه‌گیری زاویه (بر اساس یک دوران)، یک واحد طبیعی اندازه‌گیری طول (بر اساس محیط یک دایرهٔ بزرگ) و یک واحد طبیعی برای مساحت (بر اساس مساحت کره) وجود دارد.
- هر خط با یک جفت از نقاط مخالف در ارتباط است که به آن قطب‌های خط می‌گویند. قطب‌های خط با مجموعه‌ای از خطوط عمود داده شده تقاطع مشترک دارد.
- هر نقطه با یک خط منحصر به فرد در ارتباط است که به آن خط قطبی نقطه می‌گویند و خطی است که از میان مرکز کره، بر روی صفحه است و عمود به قطر کره از نقاط داده شده است.

با در نظر گرفتن دو کمان (پاره خط) که با یک جفت نقطهٔ غیرمخالف، روی خطی که در سه نقطهٔ غیرواقع بر روی یک خط مستقیم مشخص می‌شوند، یک مثلث منحصر به فرد را تعیین نمی‌کنند. با این حال اگر مثلث‌ها را با داشتن کمان‌های جزئی از دایره‌های بزرگ در نظر بگیریم، خواص زیر را خواهیم داشت:
- مجموع زاویه‌های یک مثلث بیشتر از ۱۸۰ درجه و کمتر از ۵۴۰ درجه است.
- مساحت مثلث با مقدار اضافهٔ مجموع زاویه‌ها که بیشتر از ۱۸۰ درجه است، تناسب دارد.
- مساحت دو مثلث با مجموع زاویه‌های یکسان، برابر است.
- یک کران بالا برای مساحت مثلث‌ها وجود دارد.
- دو مثلث هم‌نهشت‌اند اگر و تنها اگر مشابه حاصل بازتاب‌های خط باشند.
- دو مثلث با زاویه‌های متناظر برابر، همگون‌اند. (به عنوان مثال، همهٔ مثلث‌های همسان، همگون‌اند)